# Maria Bartiromo
Maria Bartiromo (née le 11 septembre 1967) est une présentatrice de nouvelles, spécialisée dans la finance. Elle a travaillé pendant 5 ans pour la chaîne d'information CNN, puis entre 1993 et 2013 sur la chaîne d'informations financières CNBC, où elle coanimait l'émission Closing Bell  ainsi que l'émission Wall Street Journal Report with Maria Bartiromo tous les dimanches. Depuis 2013, elle a rejoint la chaîne Fox Business, où elle anime l'émission Morning with Maria et la chaîne conservatrice Fox News. Elle fut la première journaliste financière a réaliser quotidiennement des reportages en direct de la salle des changes du New York Stock Exchange.

## Vie personnelle
Bartiromo grandit dans le quartier de Bay Ridge, au sud de Brooklyn. Adolescente, elle réceptionnait les vêtements des clients du restaurant italien de ses parents, où son père était chef. En 1985, elle fit ses études à Bay Ridge, dans un lycée privé catholique de filles (Fontbonne Hall Academy).
Maria Bartiromo est titulaire d'un B.A. en journalisme (matière secondaire : économie), obtenu à l'université de New York.
Le 13 juin 1999, elle se maria avec Jonathan Steinberg, fils de l'investisseur Saul Steinberg. Jonathan a fondé une compagnie basée à Manhattan qui propose des services financiers (WisdomTree Investments). Cette entreprise propose notamment des OPCVM indiciels.

## Carrière

### Programmes présentés
Avant de rejoindre CNBC en 1993, Bartiromo travailla pendant 5 ans sur CNN, où elle fut coordinatrice d'édition et productrice d'émissions financières.

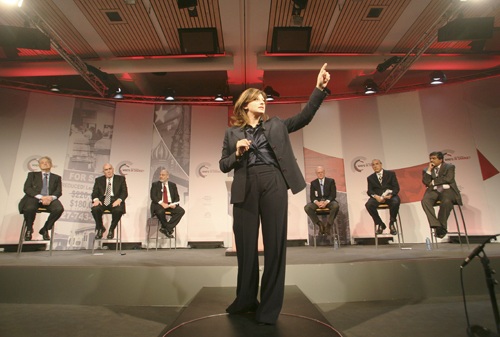
Maria Bartiromo au Forum économique mondial de Davos en 2008.

Bien que Bartiromo ne fut pas la première personne à intervenir régulièrement à proximité immédiate des traders du NYSE, elle devint rapidement plus populaire que ses prédécesseurs (elle remplaça l'analyste Roy Blumberg). Maria Bartiromo présenta MarketWatch, programme vedette de la chaîne en matinée (diffusion entre 10 het midi heure de l'Est), et fut une chroniqueuse régulière pour l'émission Squawk Box pendant de nombreuses années, avant de quitter la plage des programmes du matin.
Principaux programmes présentés :
- The Business of Innovation (2007 à aujourd'hui)
- Wall Street Journal Report with Maria Bartiromo (un programme qu'elle coanime et coproduit. Elle y interviewe des leaders économiques, des gens du spectacle, des athlètes et des hommes politiques.)
- Closing Bell (2002 à aujourd'hui)
- Market Wrap (1998 à 2000)
- Business Center (1997 à 1999).

Bartiromo a été l'invitée de nombreuses émissions de divertissements, notamment le The Tonight Show de Jay Leno sur NBC, The Oprah Winfrey Show, Real Time with Bill Maher (sur HBO), Late Night with Conan O'Brien, The Caroline Rhea Show, McEnroe (en), et le The Colbert Report. Elle remplaça aussi, l'espace d'une émission, les animateurs du show Live with Regis and Kelly.[réf. nécessaire]

### Polémique sur Fox News
Fin novembre 2020, alors que le résultat de l'élection présidentielle américaine ne fait plus aucun doute, elle relaie en l'encourageant et sans jamais le contredire Donald Trump qui continue à répandre des informations fausses et des théories du complot sur la façon dont les élections se sont passées et sur le fait que sa victoire ne fait aucun doute. Plusieurs média commentent que cela n'est plus du journalisme mais de la propagande,,. 

### Distinctions
- En 1997, elle reçut un prix d'excellence de la part de la Coalition des associations italo-américaines pour ses émissions de journalisme télédiffusées[8].
- En 2002, Bartiromo fut nommé pour le Prix Gerald Loeb (en) pour la série de reportages qu'elle réalisa sur les veuves du 11 septembre 2001.
- En 2004, la ligue de l'Union de Philadelphie l'honora d'un prix (une statue représentant Abraham Lincoln)[8].
- En mai 2008, Bartiromo reçu un Gracie Award (en) (les prix sont décernés à des femmes s'étant illustrées dans le monde des médias), dans la catégorie « Documentaire remarquable » pour son travail sur Alan Greenspan (documentaire intitulé “Greenspan: Power, Money & the American Dream.”)[8],[9]
- La même année, elle reçut aussi le prix du documentaire Emmy Award pour son documentaire “Bailout Talks Collapse”, relatant le plan de sauvetage des banques (diffusé sur NBC)[8].
- En 2009, elle fut nommée pour un second Emy grâce à son documentaire Inside The Mind of Google, diffusé sur CNBC[8].
- En décembre 2009, Bartiromo fut distinguée par le Financial Times comme l'une des “50 personnes qui ont fait la décennie”[8],[10].

### «Money Honey»
À la fin des années 90, Bartiromo fut surnommée Money Honey (littéralement en français : « Chérie de l'argent ») en référence à son physique. Aux États-Unis, ce sobriquet est entré dans le langage courant, et il fait désormais référence aux journalistes financières « attirantes ». Le 16 janvier 2007, Bartiromo décida de déposer la marque Money Honey. Le champ d'application de cette marque déposée est potentiellement très vaste. En effet, de nombreux produits pour enfants (notamment des cochons tirelire, des bocaux à cookie (en) (de l'anglais cookie jar), des tapis de souris…) utilisent cette expression,,.
Elle fut aussi surnommée Econo Babe.

## Chanson de Joey Ramone
Bartiromo s'est liée d'amitié avec le musicien de punk rock Joey Ramone. Ce dernier lui dédia une chanson intitulée Maria Bartiromo. Celle-ci fut incluse sur l'album Don't Worry About Me, sorti à titre posthume en 2002.
Selon Maria Bartiromo, Ramone l'invita à venir écouter cette chanson lors d'un de ses concerts. À cause de son travail, elle dut décliner la demande, mais elle envoya une équipe de télévision filmer le spectacle. Elle se déclara très satisfaite de l'hommage qui lui fut rendu.